# Jan Tiselius
Jan Ove Tiselius, född 31 december 1940 i Johannes församling i Stockholm, död 15 april 2023 i Katarina distrikt i Stockholm, var en svensk skådespelare.

## Biografi
Tiselius började sin teaterbana 1957 med att läsa privat för Sif Ruud och Ulf Palme. Han var verksam vid ett flertal stads- och regionsteatrar. Åren 1965–1972 var han engagerad vid Norrköping-Linköping stadsteater. Han var rektor för Teaterhögskolan i Stockholm under fem år. Jan Tiselius är begravd på Katarina kyrkogård i Stockholm.

## Filmografi
- 1958 – Musik ombord
- 1958 – Jazzgossen
- 1959 – Sommardröm
- 1961 – Lustgården
- 1962 – Chans
- 1965 – Flygplan saknas
- 1994 – Händerna
- 1998 – Ögat
- 2003 – Tillfällig fru sökes
- 2006 – Van Veeteren - Svalan, katten, rosen, döden
- 2012 – Dom över död man
- 2013 – Skumtimmen

## TV-produktioner
- 1965 – Farlig kurs (TV-serie)
- 1968 – Slättemölla by (TV-serie)
- 1980 – Lycka till (TV-serie)
- 1981 – Det finns inga smålänningar (TV-serie)
- 1986 – Flykten (TV-serie)
- 1988 – Sommarens tolv månader
- 1991 – Den femtonde hövdingen (TV-serie)
- 1991 – Ålder okänd (TV-serie)
- 1991 – Tre terminer (TV-serie)
- 1993 – Macklean (TV-serie)
- 1993 – Snoken
- 1998 – Skärgårdsdoktorn
- 1999 – Offer och gärningsmän
- 2002 – Pepparrotslandet
- 2003 – Järnvägshotellet (TV-serie)
- 2004 – Om Stig Petrés hemlighet (TV-serie)
- 2005 – Graven (TV-serie)
- 2005 – Kvalster (TV-serie)
- 2009 – Livet i Fagervik (TV-serie)
- 2012 – Äkta människor (TV-serie)
- 2013 – Barna Hedenhös uppfinner julen (TV-serie)
- 2015 – Jordskott (TV-serie)
- 2020 – Atlantic Crossing (TV-serie)

## Teater

### Roller
| År   | Roll                      | Produktion | Regi                                     | Teater                                  |
| ---- | ------------------------- | --- | ---------------------------------------- | --------------------------------------- |
| 1965 | Balten                    | Offret Lennart F. Johansson                                                                                       | Göran Graffman                           | Stockholms stadsteater på Lilla Teatern |
| 1965 |                           | Kejsarens nya kläder Per Edström och Carl-Axel Dominique                                                          | Ernst Günther                            | Norrköping-Linköping stadsteater        |
| 1965 | Personalchefens assistent | Herr Fancy Arthur Johansson                                                                                       | John Zacharias                           | Norrköping-Linköping stadsteater        |
| 1965 | Schackspelaren            | Huset Werner Aspenström                                                                                           | Sture Ericson                            | Norrköping-Linköping stadsteater        |
| 1966 |                           | Ärkeänglar spelar inte falskt (Gli arcangeli non giocano a flipper) Dario Fo                                      | Lars Gerhard Norberg                     | Norrköping-Linköping stadsteater        |
| 1966 | Jack                      | Begravningskommittén (The Burial Committee) Otway Crockett                                                        | Torsten Sjöholm                          | Norrköping-Linköping stadsteater        |
| 1966 | Kevin                     | Köket (The Kitchen) Arnold Wesker                                                                                 | Ernst Günther                            | Norrköping-Linköping stadsteater        |
| 1967 | Tom                       | O du milda vilda väst eller Det blåser i sassafrasträden (Du vent dans les branches de sassafras) René de Obaldia | Sture Ericson                            | Norrköping-Linköping stadsteater        |
| 1967 |                           | Ännu ej preskriberat Pi Lind                                                                                      | Pi Lind                                  | Norrköping-Linköping stadsteater        |
| 1967 | Abel                      | Den första synden (Bereshit) Aharon Megged                                                                        | Abraham Asseo                            | Norrköping-Linköping stadsteater        |
| 1968 | Främlingen                | Flotten Kent Andersson                                                                                            | Lars Gerhard Norberg                     | Norrköping-Linköping stadsteater        |
| 1968 |                           | ”SOS” eller Sanningen Om Säkerheten Tore Zetterholm                                                               | Lars Gerhard Norberg                     | Norrköping-Linköping stadsteater        |
| 1968 | Eldaren                   | Fanny Marcel Pagnol                                                                                               | Bertil Norström Lars Gerhard Norberg     | Norrköping-Linköping stadsteater        |
| 1968 | Albin Jansson             | Hemmet Kent Andersson och Bengt Bratt                                                                             | Lars Gerhard Norberg                     | Norrköping-Linköping stadsteater        |
| 1969 | Dennis                    | Lille Malcolm och hans kamp mot eunuckerna (Little Malcolm and His Struggle Against the Eunuchs) David Halliwell  | Lars Gerhard Norberg                     | Norrköping-Linköping stadsteater        |
| 1969 |                           | Business, ett sällskapsspel Evert Lindberg och Folke Asplund                                                      | Evert Lindberg Folke Asplund             | Norrköping-Linköping stadsteater        |
| 1969 | Joe Cook                  | Den stora dagen (The One Day of the Year) Alan Seymour                                                            | Lars Gerhard Norberg                     | Norrköping-Linköping stadsteater        |
| 1969 | Johan                     | Kärlek utan strumpor (Kierlighed uden Strømper) Johan Herman Wessel och Paolo Scalabrini                          | Riber Björkman                           | Norrköping-Linköping stadsteater        |
| 1969 |                           | Halva kungariket Allan Edwall                                                                                     | Lars Gerhard Norberg                     | Norrköping-Linköping stadsteater        |
| 1970 | Vilhelm                   | Wermlännigarne Fredrik August Dahlgren och Andreas Randel                                                         | Bertil Norström                          | Norrköping-Linköping stadsteater        |
| 1970 | Korpral Sinclair          | Hoppa — vi har nät (We bombed in New Haven) Joseph Heller                                                         | Torsten Sjöholm                          | Norrköping-Linköping stadsteater        |
| 1970 | Stenek Kunz               | Ut med språket (Vyrozumění) Václav Havel                                                                          | Lars Gerhard Norberg                     | Norrköping-Linköping stadsteater        |
| 1970 | Jacob "Carruthers" Perew  | Gröna Julia (Green Julia) Paul Ableman                                                                            | Evert Lindberg                           | Norrköping-Linköping stadsteater        |
| 1970 |                           | Bland stubbar och troll Staffan Westerberg                                                                        | Hans Elfvin                              | Norrköping-Linköping stadsteater        |
| 1970 | Demetrius                 | En midsommarnattsdröm (A Midsummer Night's Dream) William Shakespeare                                             | Torsten Sjöholm                          | Norrköping-Linköping stadsteater        |
| 1971 | Johan                     | Sandlådan Kent Andersson                                                                                          | Lars Gerhard Norberg                     | Norrköping-Linköping stadsteater        |
| 1971 |                           | Ostindiefarare Barnteatergruppen vid Göteborgs stadsteater                                                        | Riber Björkman                           | Norrköping-Linköping stadsteater        |
| 1971 |                           | Knark Roger Norberg och Jan Tiselius                                                                              |                                          | Norrköping-Linköping stadsteater        |
| 1971 | Karavanledaren            | Regeln och undantaget (Die Ausnahme und die Regel) Bertolt Brecht                                                 |                                          | Norrköping-Linköping stadsteater        |
| 1971 |                           | Rödluvan (Красная шапочка, Krasnaya Shapochka) Jevgenij Sjvarts                                                   | Riber Björkman                           | Norrköping-Linköping stadsteater        |
| 1972 |                           | Press-stopp Sven Wernström                                                                                        | Riber Björkman                           | Norrköping-Linköping stadsteater        |
| 1996 |                           | Stormen (The Tempest) William Shakespeare                                                                         | Guðjón Pedersen                          | Riksteatern                             |
| 2001 |                           | Slutet gott! Allting gott? (All's Well That Ends Well) William Shakespeare                                        | Pontus Plænge                            | Shakespeare på Gräsgården               |
| 2002 | Lord Hastings             | Richard III (The Life and Death of King Richard the Third) William Shakespeare                                    | Pontus Plænge                            | Shakespeare på Gräsgården               |
| 2003 | Larsson, brukspatron      | Fritänkaren August Strindberg                                                                                     | Richard Turpin                           | Strindbergs Intima Teater               |
| 2006 | Claudius                  | Hamlet William Shakespeare                                                                                        | Andreas Forner Lindal/ Per-Johan Persson | Shakespeare på Gräsgården               |

### Regi (ej komplett)
| År   | Produktion                         | Upphovsmän                               | Teater            | Noter                                        |
| ---- | ---------------------------------- | ---------------------------------------- | ----------------- | -------------------------------------------- |
| 1986 | Möss och människor Of Mice and Men | John Steinbeck                           | Kronobergsteatern |                                              |
| 1988 | På vinst och förlust               | Elisabeth G. Söderström och Jan Tiselius | Riksteatern       | Regi tillsammans med Elisabeth G. Söderström |